# Peter Schulz (Publizist)

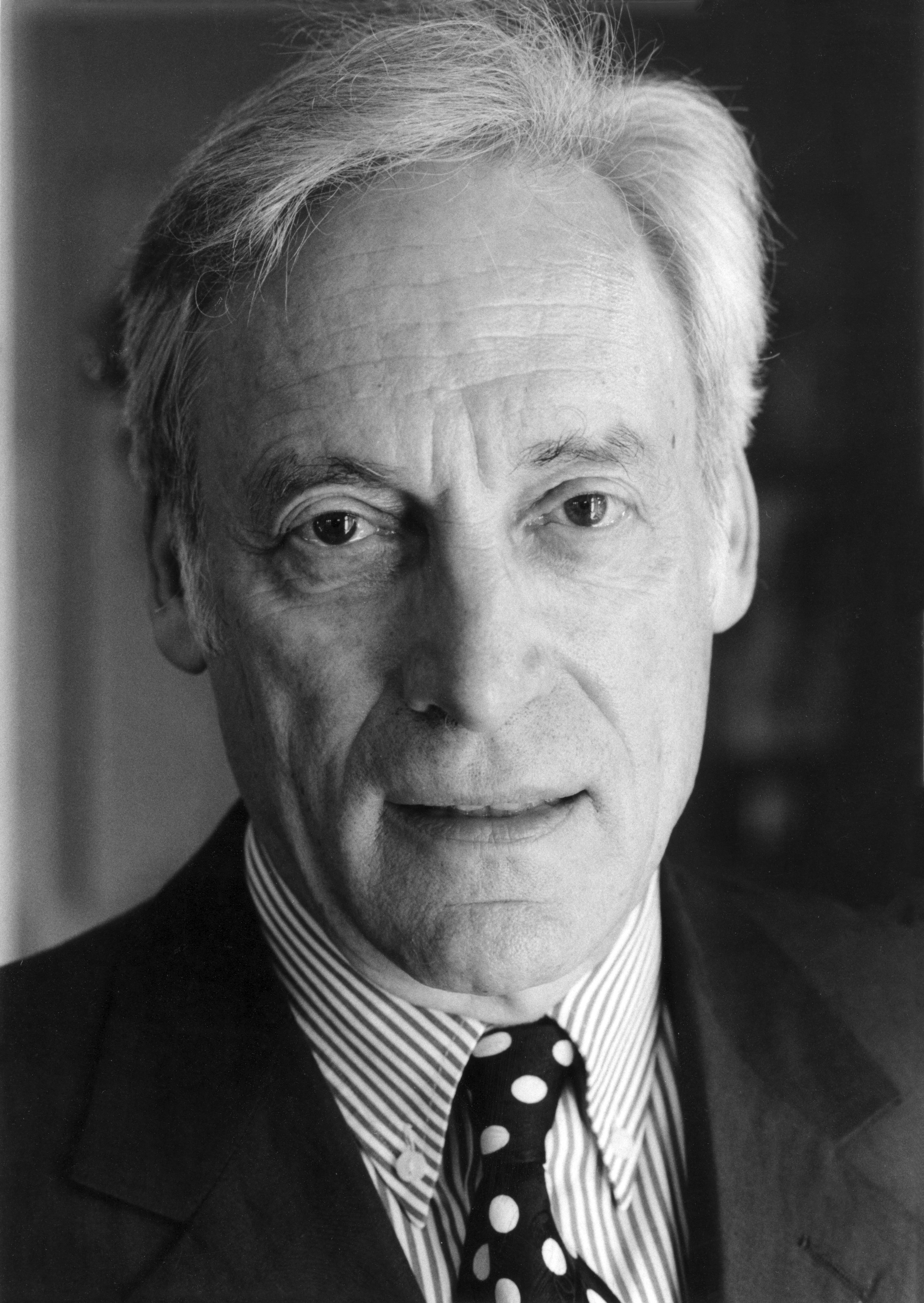
Peter Schulz

Peter Schulz (* 29. April 1929 in Basel; † 1. Februar 2025) war ein Schweizer Theologe, Herausgeber, Verleger und Gründungsdirektor der Schweizer Journalistenschule MAZ (heute: MAZ – Institut für Journalismus und Kommunikation). Er war Gründer und Direktor der Stiftung Akademie 91 Zentralschweiz, Gründer des Verlags Pro Libro Luzern und Gründer der Literaturgesellschaft Luzern.

## Leben
Peter Schulz wuchs in Basel auf. Er studierte Theologie in Basel und Marburg an der Lahn. Als Religionslehrer und Vikar arbeitete er in Basel, Uster, Pontresina und Nidau.
Von 1956 bis 1968 wirkte Peter Schulz als reformierter Pfarrer in Meggen, Weggis und Vitznau. 1963 initiierte er den Bau der Bergkirche Rigi Kaltbad. Architekt war Ernst Gisel aus Zürich.
Seine rhetorischen Fähigkeiten fielen auf und führten ihn bald zu ersten Auftritten im damals noch jungen Schweizer Fernsehen. Zwischen 1956 und 1966 sprach er am Samstagabend im Studio Bellerive regelmässig «Das Wort zum Sonntag». Er gehörte zu den ersten, die es auf Mundart präsentierten. Schulz leitete auch die Gesprächssendung «Treffpunkt Studio Bellerive», in der Jugendliche über persönliche Fragen diskutierten. Daneben war er Mitglied der Redaktion des Kirchenboten und Mitglied des Vorstandes des «Filmkreises Luzern».
Von 1969 bis 1973 war Peter Schulz Programm-Mitarbeiter bei Radio DRS in den Abteilungen Wort und Information, zuständig für die Themenbereiche Theologie, Philosophie, Psychologie. In dieser Zeit wurde er auch zum ersten Radiobeauftragten der evangelisch-reformierten Kirche ernannt.
Er gab das Buch «Predigt ausserhalb des Kirchenraums» heraus und führte die Sendung «Kirche heute» ein. Daneben leitete er am Fernsehen DRS Gesprächsrunden mit Prominenten am Sonntagmorgen zusammen mit Annemarie Holenstein.
1973 wurde Peter Schulz erster Ausbildungsleiter von Radio DRS. Ab 1976 war er verantwortlich für die gesamte Aus- und Weiterbildung bei Radio und Fernsehen DRS. Unter seiner Leitung wurden neben neuen Aus- und Weiterbildungskursen erste Führungsseminare entwickelt sowie Sendungsanalysen und massgeschneiderte Workshops eingeführt.
In den 70er Jahren und teilweise danach wirkte Peter Schulz zudem als Lektor für den Buchclub «Dialog bei Ex Libris» sowie als Lehrbeauftragter am Publizistischen Seminar der Universitäten Zürich und Basel. In der Armee war Peter Schulz von 1958 bis 1984 Feldpredigerhauptmann.
1984 wurde Peter Schulz zum Direktor des von ihm angeregten Medienausbildungszentrums (MAZ) in Kastanienbaum gewählt. Er leitete es bis 1996. Das MAZ war die erste verlagsunabhängige Journalistenschule in der Schweiz, getragen von der SRG, den Verlegern und den Journalistenverbänden sowie von Stadt und Kanton Luzern. Das MAZ – Die Schweizer Journalistenschule ist eine schweizweit und international anerkannte Bildungsinstitution. 2020 zählte sie 25 Festangestellte und über 300 Dozierende.
Während seiner Tätigkeit am MAZ lancierte Peter Schulz die Bücherreihe Schriften zur Medienpraxis im Verlag Sauerländer. Viele Publikationen der Reihe entstanden dabei auf Anregung von Peter Schulz.
1991, im eidgenössischen Jubiläumsjahr, initiierte Peter Schulz die Stiftung Akademie 91 Zentralschweiz mit dem Ziel einer Universität Luzern mit drei Fakultäten.
1993 errichtete er die Stiftung Haus am See in Kastanienbaum, dessen Haus als Refugium für Wissenschaftler und Kunstschaffende dient. Von 1993 bis 1997 leitete Peter Schulz die neu geschaffenen Sektion Luzern der Innerschweizer Radio- und Fernsehgenossenschaft.
1994 organisierte Peter Schulz zusammen mit Kurt Imhof von der Universität Zürich das erste Mediensymposium Luzern. Die Erkenntnisse aus den Referaten und Diskussionen erschienen zunächst im Seismo Verlag, später im Westdeutschen Verlag sowie im Springer Verlag. 2020 liegen 18 wissenschaftliche Bände zu aktuellen Medienfragen vor.
Zwischen 1995 und 1998 gaben Peter Schulz und Kurt Imhof im Zusammenhang mit dem Mediensymposium Luzern drei Bände zu aktuellen Medienthemen im Seismo Verlag heraus.
Von 1996 bis 2007 war Peter Schulz erster Ombudsmann der «Neuen Luzerner Zeitung» und Präsident des Leserschaftsrates. Von 1996 bis 2005 leitete er die Redaktion der Buchreihe «Kultur in der Zentralschweiz» im Verlag Maihof.
2005 wurde Peter Schulz Verleger und gründete den Verlag Pro Libro für Literatur und Sachbücher aus der Zentralschweiz. In diesem Verlag führte er auch seine Buchreihe über Kultur in der Zentralschweiz fort. 2007 erweiterte Peter Schulz den Themenkreis des Verlags und begann eine zwölfbändige Reihe «Literatur des 20. Jahrhunderts» mit Autoren und Autorinnen wie Clemens Mettler, Martin Stadler, Heinrich Federer und Gertrud Leutenegger. Im Verlag erschienen bisher über 90 Werke. 2017 übergab er die Leitung des Verlags an Therese Schilter.
2012 gründete Peter Schulz die Literaturgesellschaft Luzern, die er bis 2018 leitete.
Peter Schulz war verheiratet und hatte eine Tochter und zwei Söhne.

## Werk

### Autor und Co-Autor
- Robert Leuenberger, Peter Schulz: Predigt ausserhalb des Kirchenraums, 1973, Theologischer Verlag, Zürich, tvz, ISBN 978-3-290-11320-9
- Beatrice Eichmann-Leutenegger, Peter Schulz: Augen der Leidenschaft, Angela Rosengart und ihre Sammlung, 2003, Maihofverlag, ISBN 3-9522033-6-X
- Peter Schulz, Andreas U. Sommer: Fritz Buri: Sein Weg, 2007,  V&R unipress, ISBN 978-3-89971-314-5
- Peter Schulz: Mein liebstes Buch – Nachgefragt bei Pro Libro-Autorinnen und -Autoren, 2011, Verlag Pro Libro, ISBN 978-3-905927-21-4

### Herausgeber und Mitherausgeber
- MAZ-Reihe Schriften zur Medienpraxis im Verlag Sauerländer. Einige Titel:
  - Michael Schanne, Peter Schulz: Journalismus in der Schweiz, 1993, ISBN 3-7941-3679-9
  - Jürg Häusermann, Heiner Käppeli: Rhetorik für Radio und Fernsehen, 2. Auflage 1994, ISBN 3-7941-3767-1
  - Michael Haller: Das Interview, 5. Auflage bei uvk 2013, ISBN 978-3-86764-317-7
  - Jürg Häusermann: Journalistisches Texten, 3. Auflage bei uvk 2001, ISBN * 978-3867640008
  - Sylvia Egli von Matt, Hanspeter von Peschke, Paul Riniker: Das Porträt, 2. Auflage bei uvk 2008, ISBN 978-3-86764-061-9

- Bände zu aktuellen Medienthemen in der Reihe Mediensymposium Luzern:
  - Kurt Imhof, Peter Schulz: Medien und Krieg – Krieg in den Medien, Seismo Verlag, Zürich 1995, ISBN 978-3-908239-45-1
  - Kurt Imhof, Peter Schulz: Politisches Raisonnement in der Informationsgesellschaft, Seismo Verlag, Zürich 1996, ISBN 978-3-908239-50-5
  - Kurt Imhof, Peter Schulz: Kommunikation und Revolution, Seismo Verlag, Zürich 1998, ISBN 978-3-908239-62-8
  - Kurt Imhof, Peter Schulz: Die Veröffentlichung des Privaten – die Privatisierung des Öffentlichen, Westdeutscher Verlag, Wiesbaden 1998, ISBN 978-3-531-13339-3

- Peter Stulz, Frank Nager, Peter Schulz: Literatur und Medizin, 2005, ISBN 978-3-0340-0721-4

## Auszeichnungen
- 2017: Ehrennadel der Stadt Luzern[3]
- 2018: Medienpreis der SRG Zentralschweiz[4]